# Anneissia grandicalyx
Anneissia grandicalyx is een haarster uit de familie Comatulidae.
De wetenschappelijke naam van de soort werd in 1882 gepubliceerd door Philip Herbert Carpenter.